# Margarethe von Brauchitsch
Margarethe (Grete) von Brauchitsch (* 14. Juni 1865 in Frankenthal auf Rügen als Margaretha Wilhelmina Caroline Julie von Boltenstern; † 15. Februar 1957 in München; auch Margarete von Brauchitsch) war als Designerin und Textil-Unternehmerin eine bedeutende Vertreterin der Dekorativen Kunst. Sie galt im Bereich der Textilgestaltung des Jugendstils als Vorreiterin und gehörte zu den Gründungsmitgliedern des Deutschen Werkbundes und der Vereinigten Werkstätten für Kunst im Handwerk in München.

## Leben
Margarethe von Brauchitsch war eines von zehn Kindern des vormaligen Frankenthaler Gutspächters Friedrich (auch Fredrik) Wilhelm (auch Vilhelm) Karl (auch Carl) Gustav von Boltenstern (1823–1885) und seiner Ehefrau Anna Charlotte Louise von Baerenfels-Warnow (1834–1901). Der Vater war zuletzt Bevollmächtigter der Hagel- und Feuerversicherungs-Gesellschaft „Colonia“. Am 26. Juli 1888 heiratete sie den Architekturfotografen Johannes Ernst von Brauchitsch (1856–1932). Am 19. Mai 1889 wurde der Sohn Johannes geboren. 1899 erfolgte die Scheidung von ihrem Ehemann. Ihr Sohn Johannes wurde später Offizier, Major a. D., und Ehrenritter des Johanniterordens und war mit der Kaufmannstochter Else Brettschneider aus Hamburg verheiratet; er hatte keine Nachfahren.
Für Mädchen ihrer Schicht und Zeit gehörte eine künstlerische und musische Bildung zur Erziehung. Nachgewiesen ist bei Margarethe von Brauchitsch eine fundierte künstlerische Ausbildung im Alter von 25 Jahren nach einem Umzug nach Leipzig. Sie wurde von 1890 bis 1895 von Max Klinger in Malerei unterrichtet und stellte 1893 und 1894 bereits eigene Bilder in Berlin aus.

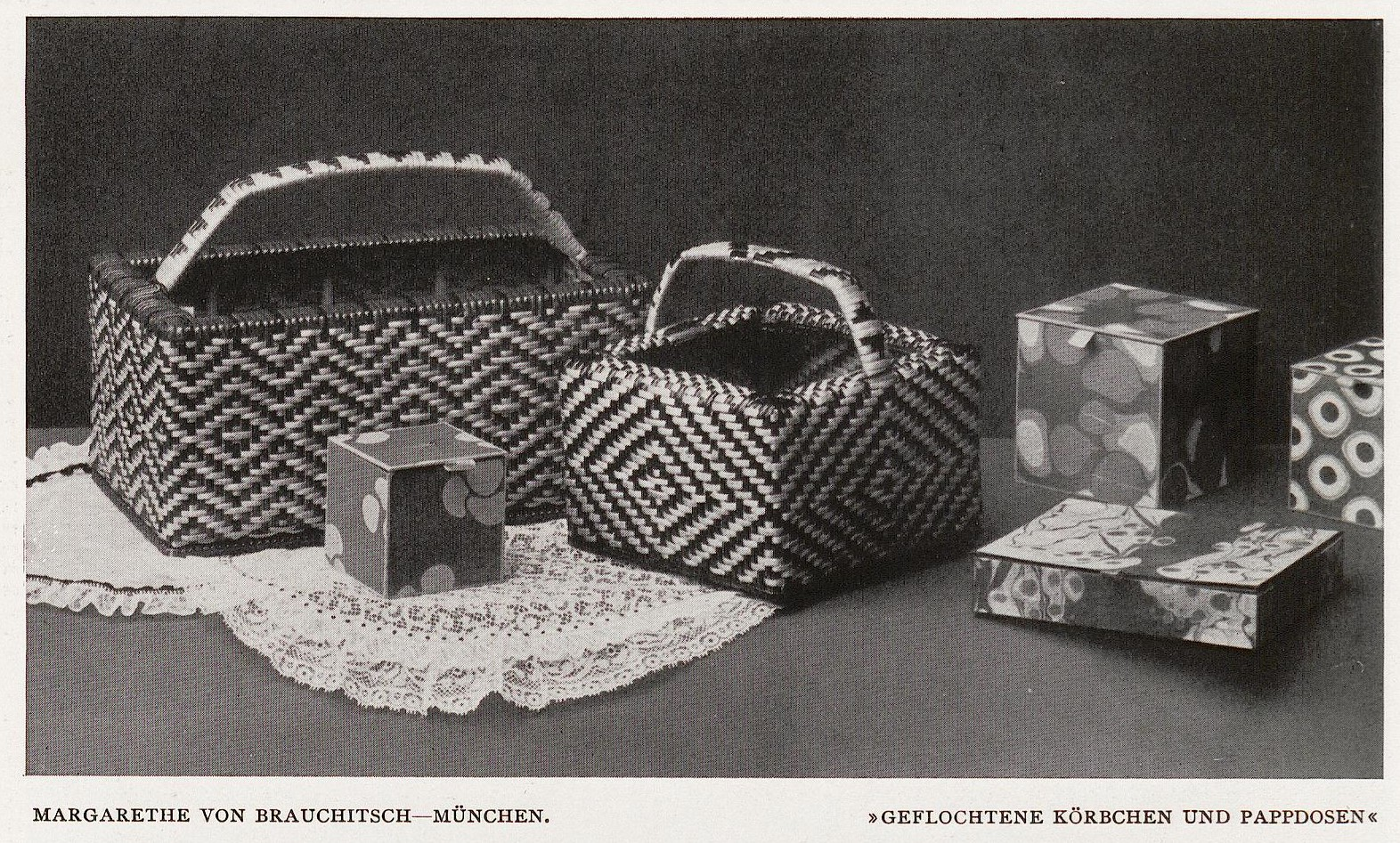
Margarethe von Brauchitsch: Geflochtene Körbchen und Pappdosen (vor 1914)

Direkt im Anschluss an die Ausbildung gründete sie in Halle an der Saale eine Malschule und wandte sich gleichzeitig der Dekorativen Kunst zu. Sie lieferte erste Textilentwürfe. Kurz vor der Jahrhundertwende weitete Margarethe von Brauchitsch ihr Schaffen auf ganze Zimmereinrichtungen aus und gestaltete in der Formensprache des Jugendstils Möbel, Fliesen, Kunstverglasungen, Tapeten und weitere Elemente des Innenausbaus.
Im Jahr 1900 erfolgte der Umzug nach München, wo sie als Gründungsmitglied der Vereinigten Werkstätten für Kunst und Handwerk die Leitung des Damenateliers für Ornamentales Entwerfen übernahm. Parallel gründete von Brauchitsch 1901 ein Atelier für Damenschneiderei und war damit vor dem Ersten Weltkrieg so erfolgreich, dass sie bis zu 16 Mitarbeiterinnen beschäftigte.
Die Auswirkungen des Ersten Weltkrieges beendeten ihre unternehmerische Tätigkeit. Von Brauchitsch nahm eine Tätigkeit als Hausdame in Schloss Weißenstein (Osttirol) in der Familie des Gründers der Münchner Rückversicherungsgesellschaft, Carl von Thieme, und dessen zweiter Frau Else auf. In der Familie war sie nach Aussage des Sohnes Kay Thieme tätig, bis sie die Stelle 1942 aufgrund ihrer Sympathie für den Nationalsozialismus aufgeben musste. Sie zog zurück nach München, wo sie 15 Jahre später im Alter von 91 Jahren starb.

## Werk

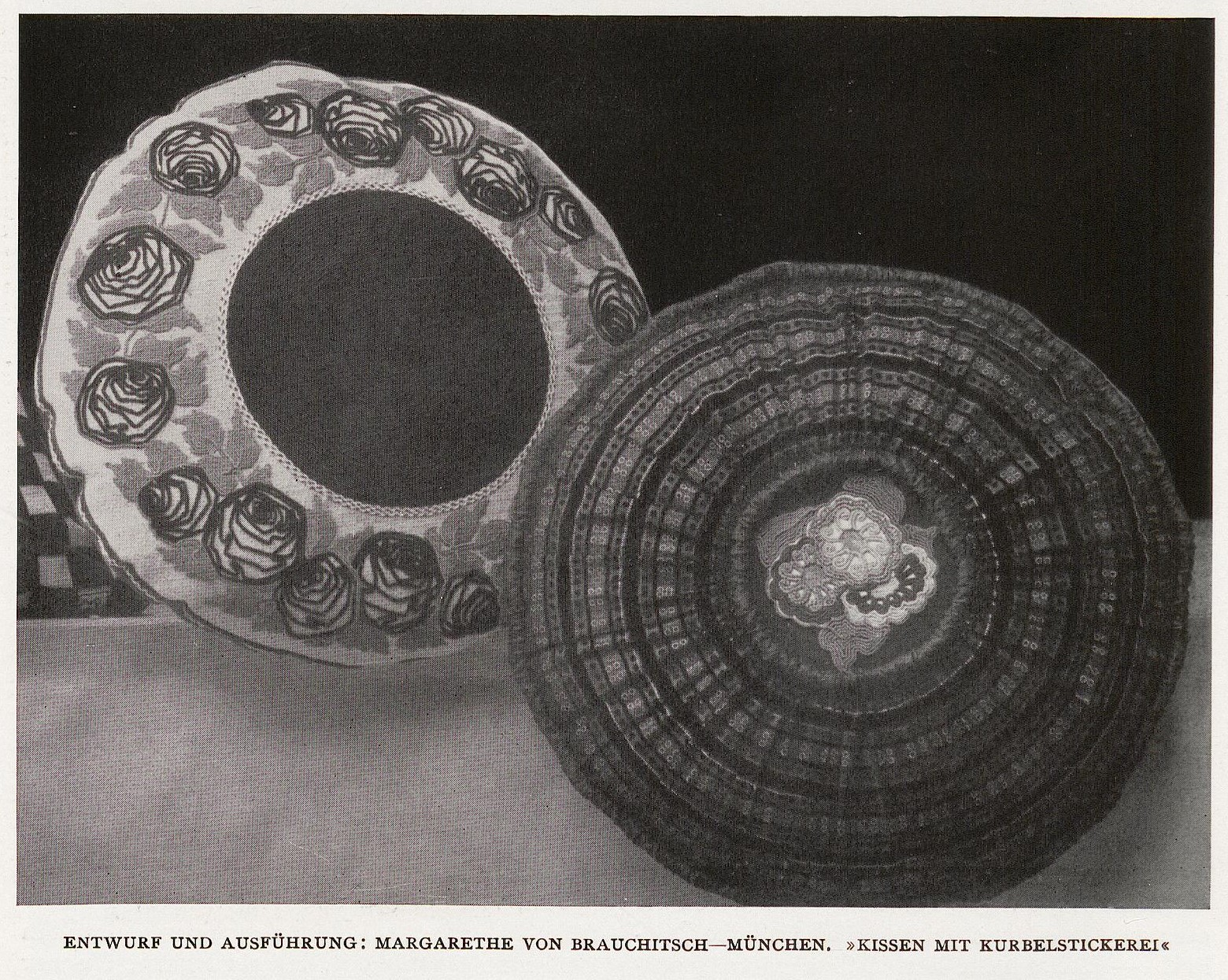
Margarethe von Brauchitsch: Kissen mit Kurbelstickerei (vor 1914)

Von Margarethe von Brauchitsch gingen neue Impulse im Bereich der Kurbelstickerei aus, deren technische und gestalterische Entwicklung sie mitbestimmte. Auftragsarbeiten für die Vereinigten Werkstätten für Kunst im Handwerk ließ sie im eigenen Unternehmen ausführen. Zu ihren bekanntesten Entwürfen zählen der in Kurbelstickerei ausgeführte Bühnenvorhang für das Münchner Schauspielhaus 1901 (im Zweiten Weltkrieg zerstört und 1971 von Tatiana Ahlers-Hestermann rekonstruiert) und der Bühnenvorhang für das Münchner Prinzregententheater.
Für die Zeitschrift Jugend übernahm sie von 1898 bis 1901 und im Jahr 1905 Gestaltungsaufgaben. Ihre Illustrationen waren 1898 Teil einer Spezialausgabe der Jugend, die fast ausschließlich Beiträge von Frauen enthielt.
Bei Ausschreibungen der Zeitschrift Deutsche Kunst und Dekoration wurden wiederholt Beiträge der Künstlerin prämiert und Arbeiten im Zeitraum zwischen 1897 und 1914 veröffentlicht. Sie unterstützte die Redaktion der Zeitschrift auch bei Wettbewerbsentscheidungen.
Darüber hinaus beteiligte sie sich an der Diskussion zur Reformkleidung mit eigenen Entwürfen und präsentierte die Modelle oftmals persönlich.
Margarethe von Brauchitsch nahm zeitgleich zu ihren fortlaufenden Verpflichtungen als Unternehmerin 1904/05 für mehrere Monate ein Studium bei Josef Hoffmann und Koloman Moser in Wien auf. Gestalterisch wandte sie sich in dieser Zeit von eher floralen Motiven des Jugendstils einer geometrischeren Formensprache zu.
1907 gehörte von Brauchitsch als eine von nur vier Frauen zu den Gründungsmitgliedern des Deutschen Werkbundes (Fachausschuss für das Textil- und Bekleidungsgewerbe). Sie engagierte sich weiter im Münchner Verein für angewandte Kunst, im Bayerischen Kunstgewerbeverein, in der ersten Secession München, im Münchner Künstlerinnenverein und im Verein für Fraueninteressen.
Gemeinsam mit den Vereinigten Werkstätten für Kunst und Handwerk gestaltete sie Teile der Inneneinrichtung für Passagierschiffe des Norddeutschen Lloyd (textile Wandfüllungen für die Prinz Friedrich Wilhelm).

## Ausstellungen
- 1893: Große Berliner Kunstausstellung, Teilnahme in Abteilung II – Aquarelle und Zeichnungen: Objekte Nr. 1793 Stillleben, Nr. 1794[6]
- 1894: Große Berliner Kunstausstellung, Teilnahme mit Gemälden: Objekte Nr. 212 Sonnenblumen, Nr. 213 Abutilon und Camelien, Nr. 214 Austern[7]
- 1898: Erste Kunst- und Kunstgewerbeausstellung in Darmstadt, Teilnahme in Abteilung B: Moderne Kleinkunst und Zimmer-Ausstattung[8]
- 1899: Münchner Jahresausstellung im kgl. Glaspalast, Teilnahme mit Objekten der Kunststickerei[9]
- 1899: Internationale Kunst-Ausstellung des Vereins bildender Künstler Münchens (A.V.) „Secession“ im Kgl. Kunstausstellungsgebäude am Königsplatz (Stickereien)[10]
- 1899: Die Deutsche Kunst-Ausstellung zu Dresden von Mai bis Oktober 1899[11]
- 1900: Weltausstellung in Paris (Kunststickerei)[12]
- 1900: Präsentation von Reformkleidern anlässlich des Schneidertages in Krefeld[13]
- 1900: Ausstellung moderner Kunst-Stickereien in der Großh. Centralstelle für die Gewerbe in Darmstadt (ca. 30 Arbeiten von Margarethe von Brauchitsch und ihren Schülerinnen)[14]
- 1900: Bayrischer Kunstgewerbeverein (Stickereien)[15]
- 1900: Präsentation von Stickereien im Münchner Künstlerinnenhaus[16]
- 1902: Kostüm-Ausstellungen in Berlin und Wiesbaden[17]
- 1903: Ausstellung für Künstlerischen Dilettantismus in Wiesbaden (Stickereien)[18]
- 1904: Ausstellung des Bade- oder Ankleidezimmers im Möbel- und Teppichhaus Pössenbacher, München[19]
- 1905: Ausstellung für angewandte Kunst München (Korbmöbel, Stickereien)[20]
- 1906: Kunstgewerbeausstellung Dresden (Stickereien, Frühstückszimmer mit Möbelentwürfen und Textilgestaltung)[21]
- 1907: Ausstellung des Frühstückszimmers (Entwurf der Raumgestaltung und Ausführung der Textilgestaltung) im Auftrag der Münchner Vereinigten Werkstätten für Kunst im Handwerk in Dresden[22]
- 1907: Kunstausstellung in Köln (Stickerei)[23]
- 1908: Ausstellung „München 1908“ – Die Textiltechnik (Innenarchitektur, Stickereien)[24]
- 1910: Weltausstellung Brüssel[25]
- 1910: „Münchner Ausstellung angewandter Kunst im Herbstsalon 1910“ in Paris[26]
- 1912: „Der gedeckte Tisch“ Berlin (Stickereien)[27]
- 1913: Weltausstellung Gent[28]